# 大洋丸
大洋丸（たいようまる）は、かつて東洋汽船、日本郵船、東亜海運が運航していた客船。元は第一次世界大戦でドイツから賠償船として譲渡された「カップ・フィニステレ」である。

## 概要

### ドイツ船として就航
1911年11月18日、ドイツのハンブルク・スドの南米航路客船カップ・フィニステレとしてハンブルクのブローム・ウント・フォス社で竣工。12月2日よりハンブルク〜ブエノスアイレス間に就航した。
ドイツの第一次大戦敗北によって連合国への戦争賠償品として提出され、日本が受け取ることになった。

## 日本郵船時代
1926年に東洋汽船の旅客船部門が日本郵船に吸収されると、本船の運航権も日本郵船に継承され、1929年5月4日には大蔵省より130万円で払い下げられて正式に日本郵船の所有となる。東洋汽船由来の旅客船では唯一、置き換え対象から外れ、浅間丸形客船と合わせた4隻体制でサンフランシスコ航路で運用されており、1932年のロサンゼルスオリンピックでは陸上競技、女子競泳・男女飛込・水球、漕艇などの日本代表や競技役員など選手団本隊が搭乗した。6月30日に出港。同船上が舞台の一つとなって、当時の選手らの青春模様が田中英光の小説『オリムポスの果実』で描かれている。

## 太平洋戦争開戦前
1939年10月、国策会社の東亜海運へ傭船され、上海航路に転配される。

## 大洋丸撃沈事件
太平洋戦争開戦後は日本陸軍の輸送船となった。1942年5月5日、南方開発要員派遣の第一船として軍人34名、船客1010名及びカーバイド150トン、その他の物資2300トンを乗せ宇品港を出港。6日に門司で補給。他4隻と特設砲艦北京丸及び駆逐艦峰風で船団を組み、7日正午に出港した。そして9ノットで昭南(シンガポール)に向けて航行中、5月8日午後7時45分頃に長崎県の男女群島に近い北緯30度45分 東経127度40分 / 北緯30.750度 東経127.667度の東シナ海で、アメリカ潜水艦「グレナディアー」等の雷撃を受け、浸水し約55分後に沈没した。
僚船北京丸の連絡を受け、やはり僚船の富津丸と護衛艦峰風が駆け付け敵潜水艦がまだ遊弋している危険がある中で救助作業にあたり、翌朝には長崎県水産試験場の調査船や付近で操業していた漁船も集まり、救助作業にあたった。拓務省、商工省、農林省の官僚や南方作戦占領地のインフラ整備に召集された三井物産、三菱商事、野村東印度殖産、大同貿易、鐘淵紡績、住友鉱業、東洋鉱山、小野田セメントなどの多数の技術者・営業マンらを含む乗客、軍属、船員他817名が殉難した。台湾烏山頭ダムを建設した八田與一もその中に含まれている。このときの犠牲者数は沈没事件としてはそれまでの日本海運史上最悪の記録であった。
当初、被害者らには会社幹部、両親、配偶者以外には口外するなと箝口令がしかれ、次第に噂が広まり、ついに5月14日に陸海軍省は船名を伏せて撃沈を発表、翌日各紙で報じられた。輸送指揮官の近藤久幸中佐や原田敬助船長が殉職したことも報じられた。長崎水上署に設けられた捜索本部は5月15日で引揚げ、陸軍の捜索も同月末に打ち切られ、遺体のあがらない者の死亡証明は7月1日付けとし、死因は慮死、変死と記入され、陸軍省の見解は公務死とはできないが軍属であるため各市町村での公葬はできるはずとのものだった。捜索打ち切り後も遺体が済州島、五島列島を中心に対馬、島根から新潟にかけての日本海沿岸に漂着したという。
のちの1943年2月に、やはりアメリカ潜水艦に撃沈された龍田丸も占領地行政や産業･資源開発にあたるはずの有識者･技師等の人材を多数運んでいた船だったとされ、両船の沈没の結果、有識者･技師が多数亡くなったことにより、日本の占領地行政は約2年遅れたとも言われる。

## 沈没船の探査
2018年、日本の工学者・浦環が主宰する一般社団法人ラ・プロンジェ深海工学会による探査活動がおこなわれ、海底に眠る船体が発見された。
沈没位置は、北緯30度47分58秒、東経127度37分53秒、水深130m。